# Holašovice
Holašovice (Holaschowitz) là một làng lịch sử nhỏ nằm ở đô thị Jankov, phía nam Cộng hòa Séc, cách thành phố České Budějovice 16 km về phía tây. Phía nam của ngôi làng là khu vực bảo vệ cảnh quan của rừng Blanský. Holašovice bỏ hoang từ sau Thế chiến thứ hai nhưng vẫn giữ được quy hoạch thời Trung cổ với các nhà theo lối kiến trúc của dân miền nam Bohemia, cũng gọi là lối kiến trúc Baroque thôn dã. Nó đã được khôi phục và có người cư ngụ từ năm 1990. Holašovice đã được UNESCO công nhận là Di sản thế giới từ năm 1998.

## Lịch sử

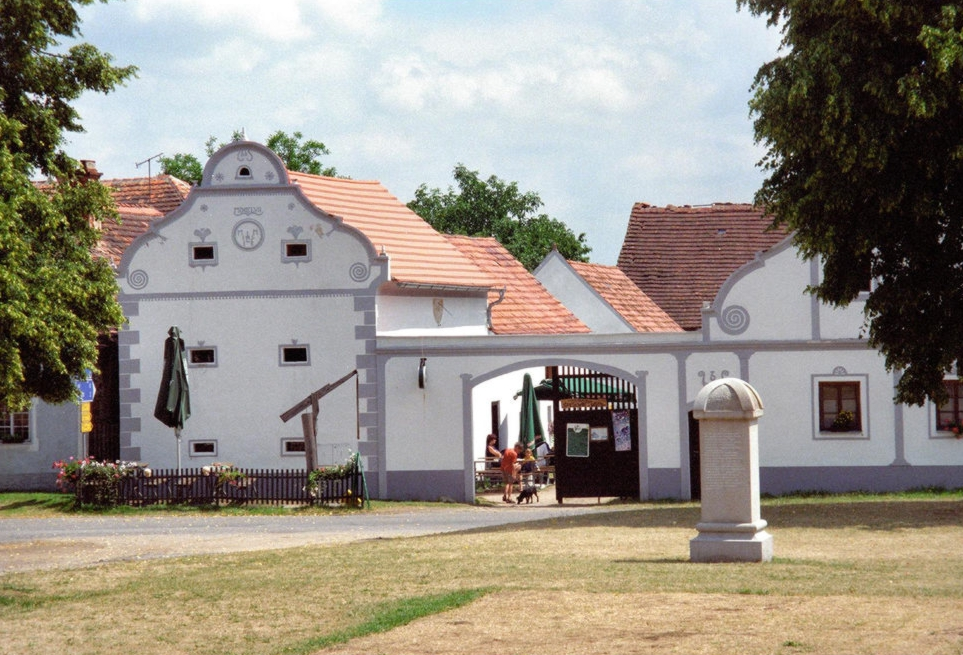

Holašovice được nhắc tới lần đầu năm 1263. Năm 1292, vua Venceslaus II cho tu viện dòng Xitô ở Vyšší Brod làng này cùng nhiều làng khác nữa. Tài sản của tu viện được gìn giữ tới năm 1848.
Từ năm 1520 tới 1525, làng Holašovice gần bị xóa sổ bởi một trận dịch hạch, chỉ còn hai người sống sót. Một cột đã được dựng trên các ngôi mộ của người chết vì dịch hạch ở đầu làng phía bắc, để tưởng nhớ biến cố này. Tu viện Xitô dần dần đưa các người Áo và Bavaria tới định cư trong làng này. Đến năm 1530, làng có 17 người, chủ yếu là người nói tiếng Đức, trở thành một khu riêng biệt nói tiếng Đức giữa khu vực những người nói tiếng Séc. Năm 1900, làng có 163 cư dân gốc Đức và 1 người gốc Séc.
Sau khi những người Đức bị trục xuất vào cuối Thế chiến thứ hai, nhiều nông trại trong làng bị bỏ hoang và rơi vào tình trạng xuống cấp. Holašovice trở thành một nơi hoang vắng dưới Chế độ Cộng sản sau chiến tranh của Séc. Từ 1990, làng này được phục hồi cách rộng rãi và lại có người cư ngụ. Dân số của làng hiện nay khoảng 140 người.

## Các nhà
Ngày nay, Holašovice là một làng Bohemia tiêu biểu cho vùng Hlubocká Blatská quanh thành phố České Budějovice. Làng có 23 sân nông trại bằng gạch và 120 nhà các loại, mỗi nhà đều có đầu hồi quay về bãi cỏ rộng ở giữa làng, nơi đây cũng có một ao cá và một nguyện đường. Các nhà này có từ thế kỷ 18 tới thế kỷ 20, phần lớn được xây dựng trong nửa sau của thế kỷ 19. Các nhà này theo kiểu kiến trúc dân gian miền nam Bohemia, cũng gọi là kiểu baroque thôn dã. Nguyện đường kính thánh Gioan thành Nepomuk ở giữa làng, được xây năm 1755.

## Hình ảnh

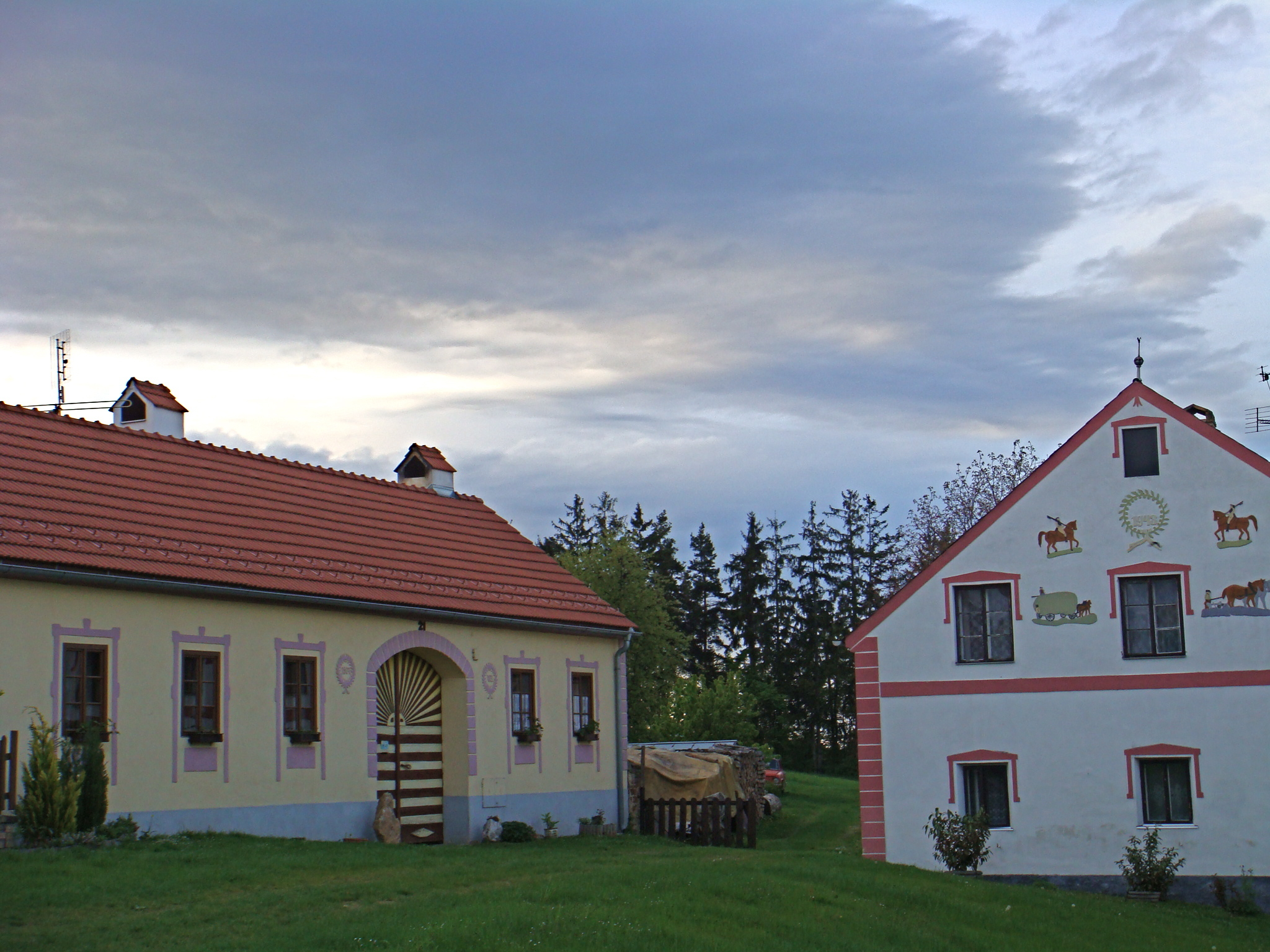
Ngôi làng với cửa
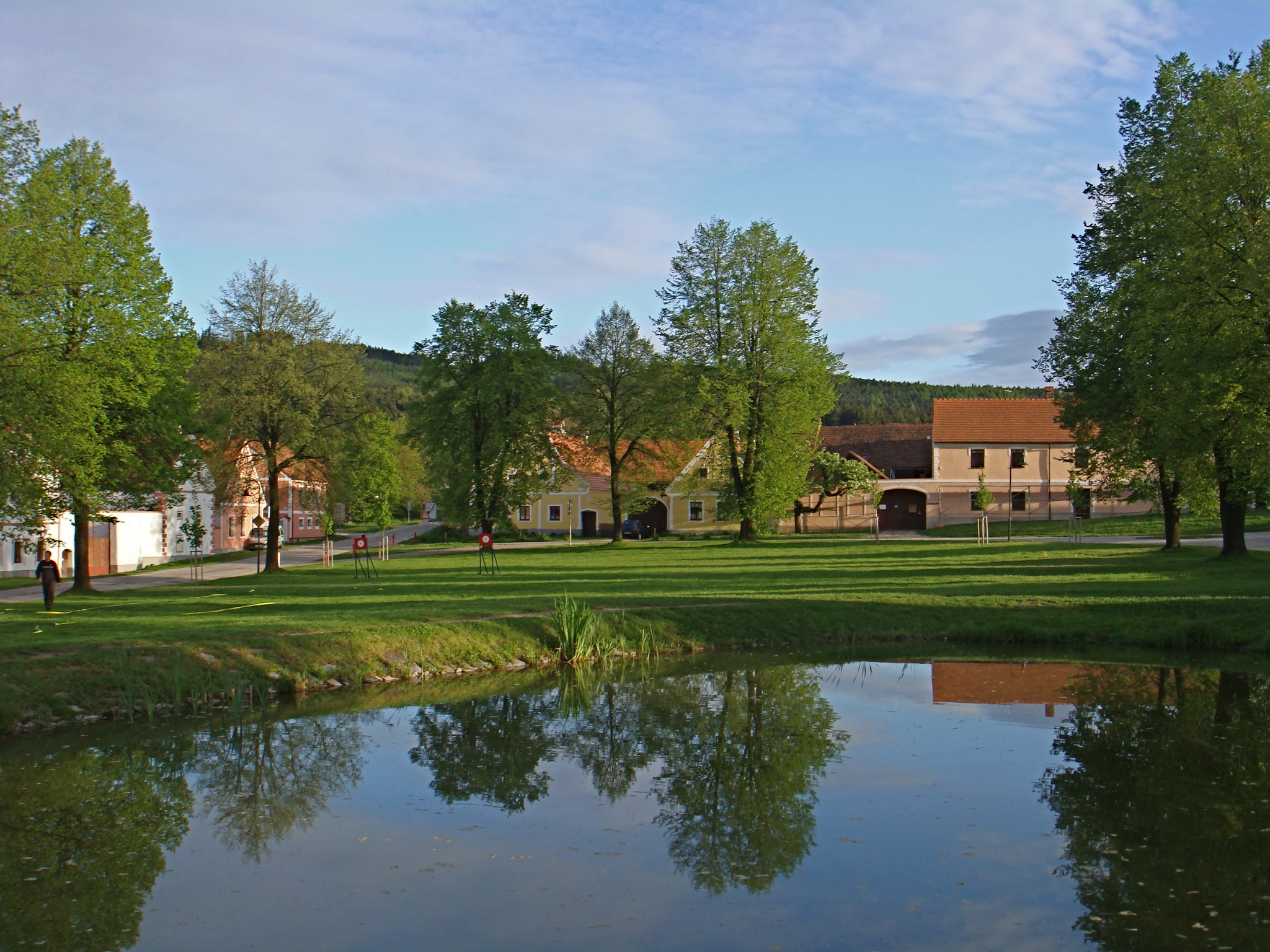
Ngôi làng với con suối
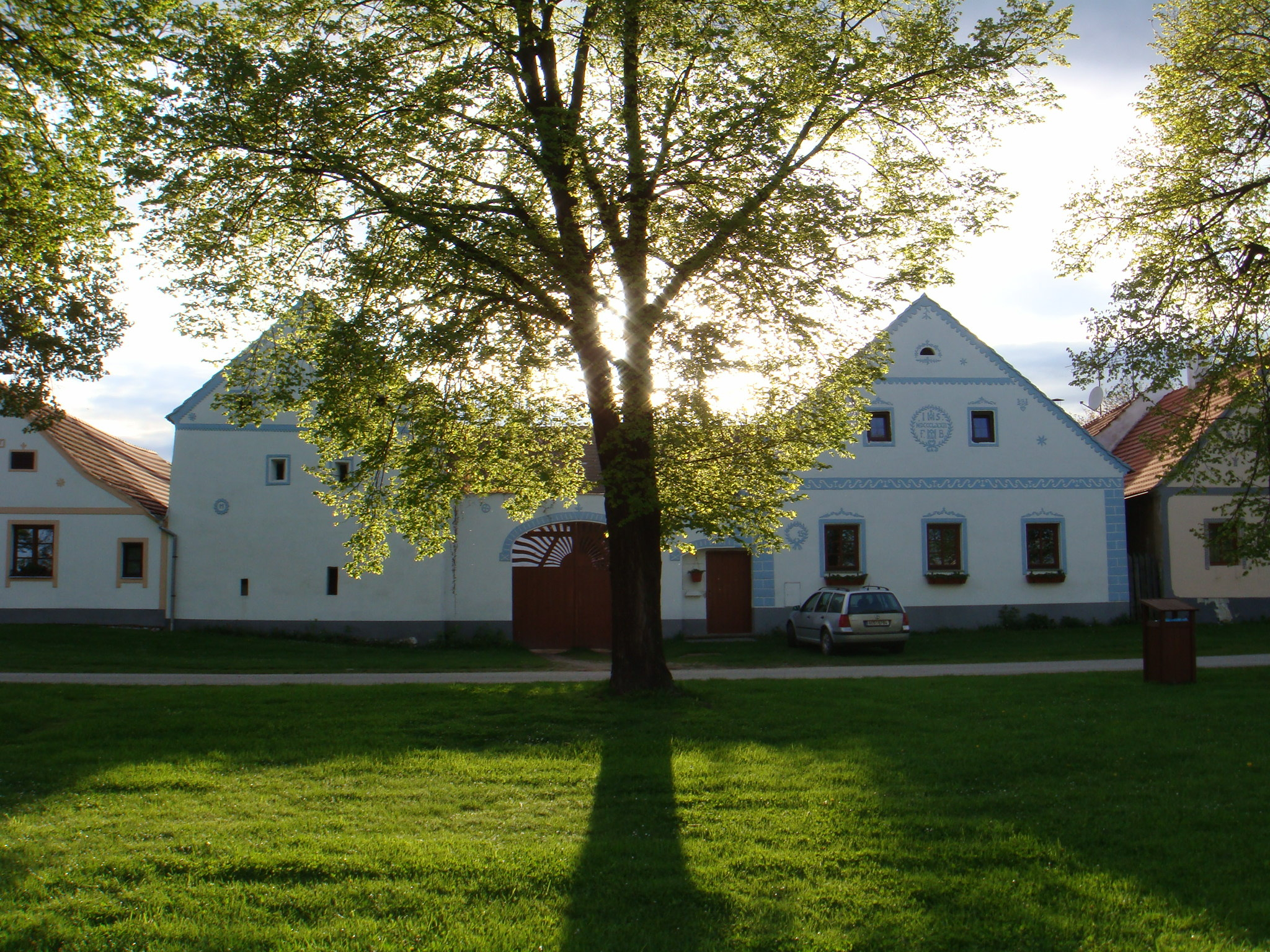
Ngôi làng với một cái cây
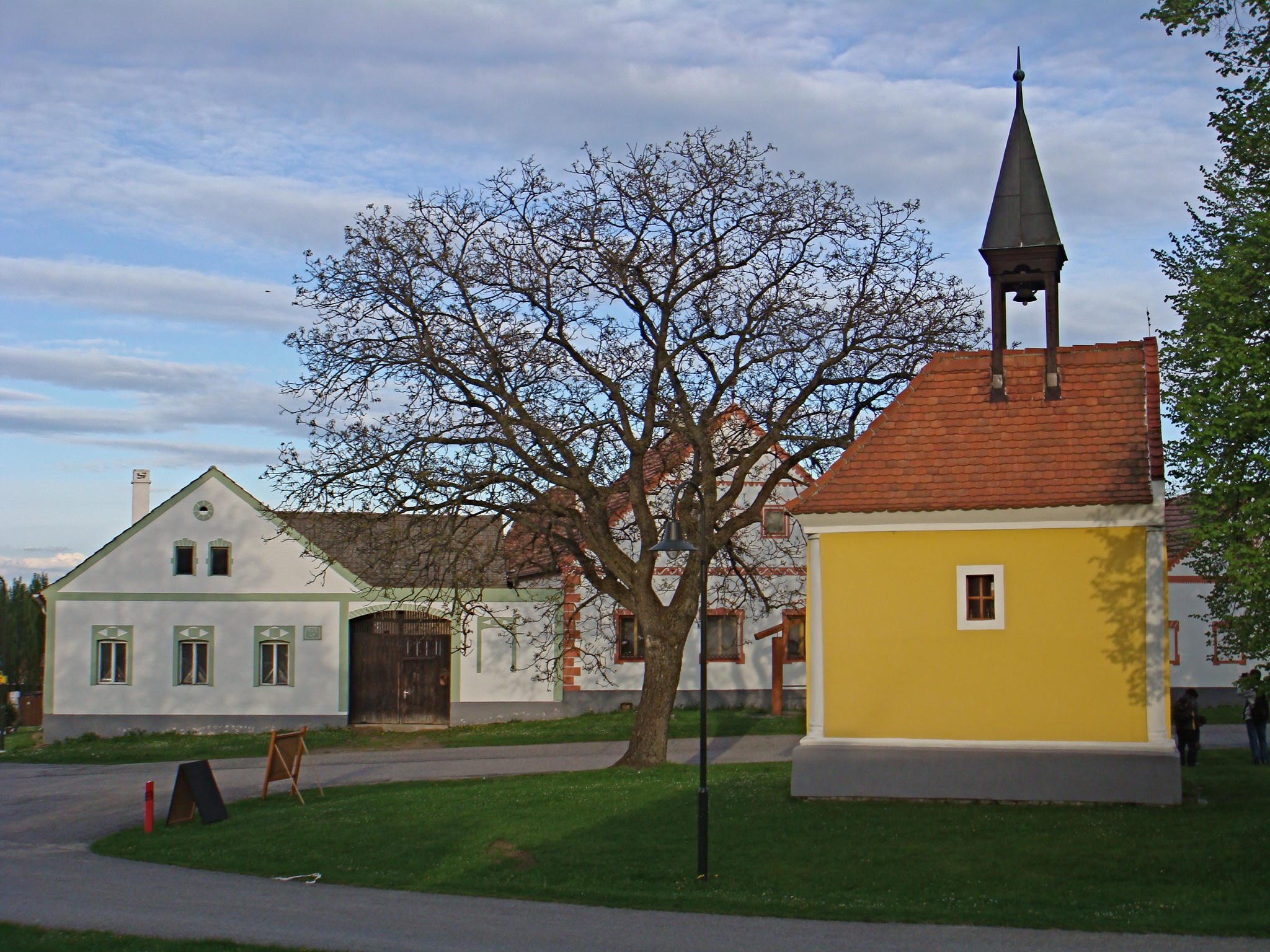
Một tháp chuông
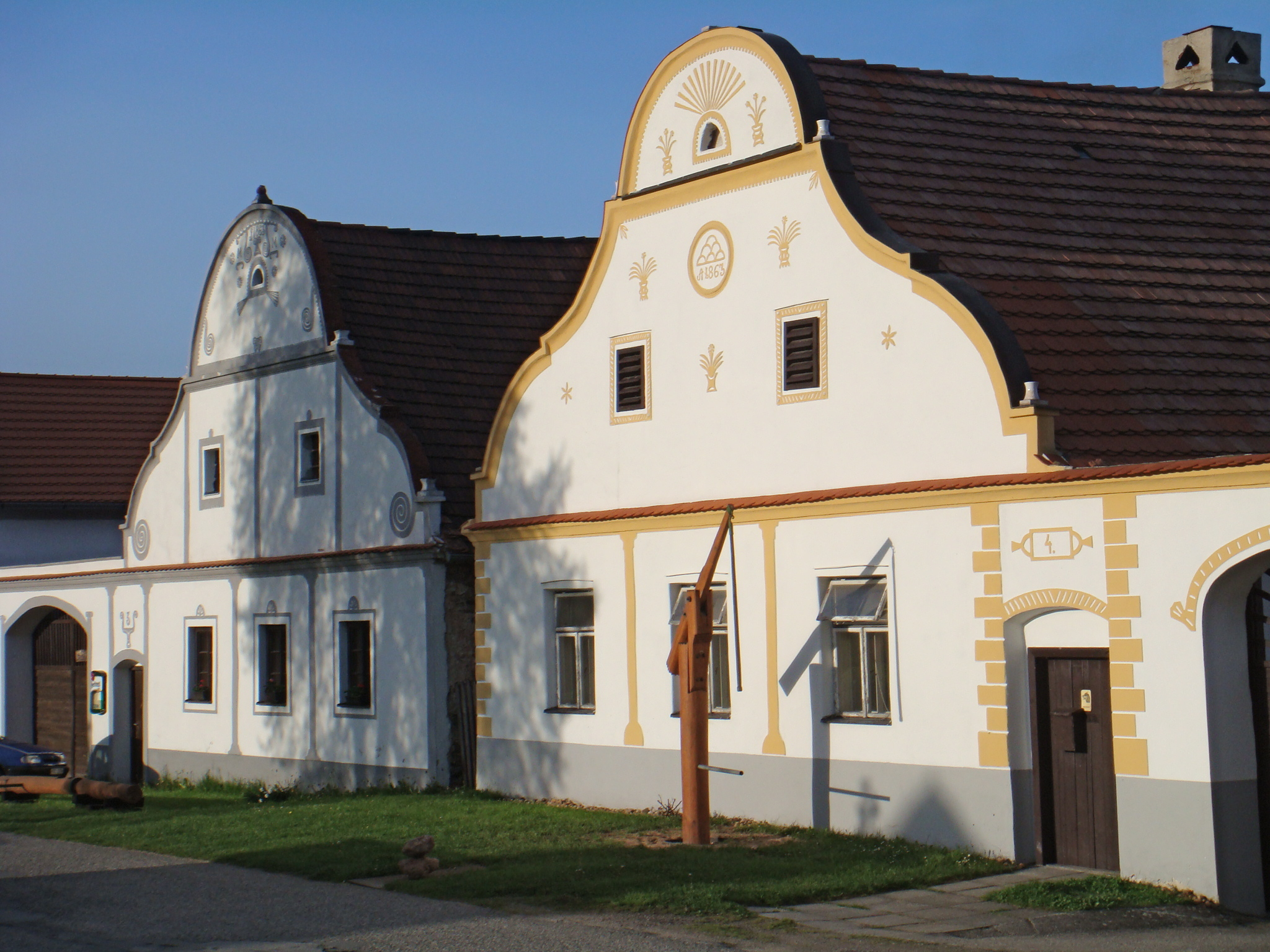
Ngôi làng với mặt tiền của một vài ngôi nhà